# Exocera oligopoda
Exocera oligopoda är (möjligen) en dåligt känd mångfotingsart. Arten beskrevs av Rafinesque 1820 med utgångspunkt från en enda juvenil individ.  Exocera oligopoda anses ingå som enda kända art i släktet Exocera, ordningen stenkrypare, klassen enkelfotingar, fylumet leddjur och riket djur, men familjetillhörigheten kan inte avgöras utifrån beskrivningen av det enda kända exemplaret. (Inga underarter finns heller listade i Catalogue of Life.)

## Utbredning
Det enda exemplaret hittades i New York, USA.